# Nadsat
Nadsat is een fantasietaal, die door de Engelse schrijver, taalkundige en componist Anthony Burgess wordt gebruikt in zijn boek A Clockwork Orange (1962).
Tegen de futuristische achtergrond van het boek is Nadsat de jongerentaal, die hoofdpersoon Alex en zijn vrienden onderling gebruiken. Strikt genomen is het geen taal of dialect, maar een soort kunstslang, dat uit een reeks woorden bestaat die aan de Engelse woordenschat worden toegevoegd. De meeste van deze woorden zijn direct afkomstig uit het Russisch, al zijn er ook verwijzingen naar het Cockney en woorden van onbekende origine. De naam van de taal, Nadsat, is gebaseerd op het Russische: -надцать; dat "-tien" betekent (in de getallen 13-19).
Nadsat is geen geschreven taal; de in het boek gehanteerde schrijfwijze doet vooral denken aan de geschreven weergave van gesproken taal. Om dat effect te versterken worden de Russische woorden losjes getranscribeerd naar iets dat sterk doet denken aan de Engelse spreektaal. Burgess maakt daarbij ook gebruik van woordspelletjes: het Russische woord voor "goed", chorosjo, komt bijvoorbeeld in het Nadsat terug als "horrorshow". (In de fantasietaal Hedenlands wordt dit ook gedaan.)
Ten minste één Russische vertaling van het boek doet precies het omgekeerde: de protagonist spreekt in een Russisch slang dat doortrokken is van Engelse woorden op plaatsen waar Burgess zelf oorspronkelijk Russisch gebruikte.
Alle woorden in het Nadsat zijn concreet of half-abstract. Om over filosofische onderwerpen te praten moet Alex overschakelen op gewoon Engels. De afwezigheid van abstracte woorden kan worden uitgelegd als een gebrek aan diepgang in zijn manier van denken. In ieder geval versterkt het verschil tussen de manier waarop Alex met zijn leeftijdsgenoten praat en het "gewone Engels" ook het gevoel van een kloof tussen jong en oud.
Stanley Kubrick, die het boek verfilmde, was bang dat de film door het gebruik van Nadsat zou worden bedorven. Mede dankzij de film groeide het Nadsat echter uit tot een cult-verschijnsel.

## Voorbeelden
droog: vriend (Russisch: друг)
britva: scheermes (Russisch: бритва)
cutter: geld (waarschijnlijk afkomstig uit het Roma)
horrorshow: goed (Russisch: хорошо)
nozh: mes, dolk (Russisch: нож)
starry ptitsa: oude vrouw (in incorrect Russisch: старый птица, "oude vogel")
in-out-in-out: seks, verkrachting
devotchka: jonge vrouw, meisje (Russisch: девочка, "meisje")
tolchock: klap, slag